# Флэтвудский монстр
Флэтвудский монстр, известный также как монстр округа Брэкстон или Флэтвудский призрак, — неизвестное существо в фольклоре Западной Виргинии, возможно — криптид или инопланетянин, которое якобы было замечено в городе Флэтвудс в округе Брэкстон, штат Западная Виргиния, США, 12 сентября 1952 года. Истории о данном существе являются примером так называемого близкого контакта. Имеет определённую популярность в Японии, где его называют «трёхметровым пришельцем».

## Внешний вид
Сообщалось о двух объектах, связанных с Флэтвудским монстром. Первый описывается как большой пульсирующий красный шар света, который зависает над «контактёрами» или находится на земле. Некоторые уфологи считают, что, возможно, это было инопланетное судно, которое пилотировалось вторым объектом.
Описания второго объекта различны. Большинство из них говорят о том, что существо было по крайней мере 10 футов высотой и что у него было красное лицо, которое светилось изнутри, и зелёное тело. Свидетели описывали голову существа как имеющую выпуклости, нечеловеческие глаза и имевшую либо форму сердца, либо большой отёк в форме сердца за ней. Тело существа было описано как человекообразное и одетое в тёмную юбку в складку, а позже описывалось как зелёное. Некоторые источники сообщают о том, что существо было без видимого оружия, в то время как другие описывают его с коротким, «обрезанным» оружием. Описание также сообщает о цепких пальцах, которые торчали из передней части тела существа.

## Хронология событий
В 7:15 вечера 12 сентября 1952 года двое братьев, Эдвард и Фред Мэи, а также их друг Томми Хаер (13, 12 и 10 лет соответственно), играя в футбол на площадке, предположительно наблюдали яркий объект, который пересекал небо. Объект опустился на землю на территории, принадлежащей местному фермеру Бэйли Фишеру.
Мальчики пошли к дому матери братьев Мэй, Кэтлин Мэй, где они сообщили, что видели аварийную посадку НЛО в холмах. После этого миссис Мэй в сопровождении трёх мальчиков, местных детей Нила Нанли (14 лет) и Ронни Шавера (10 лет), а также 17-летнего служащего Национальной гвардии Западной Вирджинии Эжена Лемона отправилась на ферму Фишера в попытке обнаружить то, что видели мальчики.
Собака Лемона побежала вперёд и вдруг начала лаять, а через несколько мгновений побежала обратно к людям с поджатым хвостом. Пройдя около четверти мили (400 м), группа достигла вершины холма, где, как сообщается, увидела большой пульсирующий «огненный шар» на расстоянии около 50 футов (15 м) от них справа. Они также обнаружили там едкий туман, который ожёг их глаза и носы. Лемон затем заметил два маленьких огня слева и немного выше от объекта, под соседним дубом, и направил свой фонарик к ним, осветив существо 10 футов высотой, которое, как сообщается, издало пронзительное шипение, прежде чем скользнуть к группе, меняя направление, а затем направиться по прямой к красному свету. В этот момент группа в панике бежала вниз по склону.
Вернувшись домой, миссис Мэй связалась с местным шерифом Робертом Карром и мистером Ли Стюартом, совладельцем местной газеты «Брэкстонский демократ». Стюарт опросил мальчиков и вернулся на то место с Лемоном позже в ту же ночь, где, как он сообщил, «отвратительный, жжёный, металлический запах всё ещё преобладал». Шериф Карр и его заместитель Бернелл долго исследовали различные места в области, но не сообщили об обнаружении следов столкновения.
На следующий день, рано утром, в субботу, 13 сентября, Ли Стюарт посетил место встречи во второй раз и обнаружили два удлинённых следа в грязи, а также следы густой чёрной жидкости. Он сразу же сообщил о них как возможных признаках посадки летающей тарелки, основываясь на предположении, что транспортные средства не перемещались по данной местности в течение по крайней мере года. Позже было установлено, что следы, вероятно, были оставлены шевроле-пикапом 1942 года, принадлежащим местному жителю Максу Локарду, который отправился туда, чтобы посмотреть на существо, за несколько часов до находки Стюарта.

## Последствия для здоровья
После встречи с существом 12 сентября несколько членов группы сообщили, что у них проявились симптомы, аналогичные тем, которые были ранее в течение некоторого времени во время их нахождения в тумане, испускаемом существом. Симптомы включали раздражение носа и отёк горла. Лемон страдал от рвоты и судорог в течение всей ночи, и у него возникали трудности с горлом в течение нескольких недель после этого.
Врач, который лечил нескольких свидетелей, как сообщается, описывал их симптомы как аналогичные жертвам горчичного газа, хотя такие симптомы также часто встречаются у страдающих истерией, которая может быть вызвана воздействием травматического или шокирующего события.

## Аналогичные сообщения
Предполагается, что многие местные жители стали свидетелями неопознанного объекта во время данного инцидента, хотя все их описания очень сильно отличаются друг от друга: были сообщения о нескольких летающих объектах; одном, который распадается на несколько; некоторые сообщали о посадке или крушении, некоторые — нет. История вышла за пределы округа и попала во многие газеты, радио- и телепередачи, в частности; 19 сентября в Нью-Йорке эти предполагаемые события стали темой телешоу We the People. Событие пытались связать с предполагаемым наблюдением НЛО в небе над Вашингтоном в июле того же года.
После инцидента мистер Уильям и Донна Смит — исследователи, связанные с организацией общественного изучения НЛО в Лос-Анджелесе, получили сообщения от свидетелей, которые утверждали, что наблюдали аналогичные или похожие явления. Эти сообщения включали историю матери и её 21-летней дочери, которые утверждали, что сталкивались с существом с такими же внешним видом и запахом за неделю до инцидента 12 сентября. В результате этой встречи, по их сообщениям, дочь пострадала так сильно, что была вынуждена находиться в Клаксубргской больнице три недели. Они также получили сообщение от матери Эжена Лемона, в котором она заявила, что в предполагаемый момент крушения её дом сильно сотрясался, а радио не работало в течение 45 минут, а также доклад директора местного совета по образованию, в котором он утверждал, что видел НЛО, взлетающий в 6:30 утра 13 сентября (утро после обнаружения существа).

## Скептические объяснения
После рассмотрения дела через 48 лет после событий Джо Никель, сотрудник следственной группы организации CSI, затем известной как CSICOP, занимающейся скептическим объяснением паранормальных явлений, заключил в 2000 году, что яркий свет в небе, о котором сообщили свидетели 12 сентября, скорее всего, был метеоритом, пульсирующий красный свет, скорее всего, исходил от самолёта или маяка, а существо, описанное свидетелями, напомнило ему сову. Никель утверждает, что последние два обстоятельства были искажены вследствие состояния повышенной тревоги, ощущаемой свидетелями после того, как они заметили первое. Выводы Никеля разделяют ряд других исследователей, в том числе из военно-воздушных сил.
В ночь на 12 сентября наблюдался метеорит в штатах Мэриленде, Пенсильвании и Западной Вирджинии, а также было ошибочное сообщение о том, что пылающий самолёт врезался в склон холма в Элк-Ривер, примерно в 11 милях (18 км) к юго-западу от предполагаемого места наблюдения существа. Из области наблюдений также были замечены три мигающих красных огня самолёта, возможно, их пульсирующий красный свет видели свидетели и приняли за красный цвет на лице существа.
Никель пришёл к выводу, что форма, движения и звуки существа, о которых сообщили свидетели, также соответствуют силуэту, схеме полёта и звукам сипухи, сидящей на ветке дерева, что привело исследователя к выводу, что листва под совой, возможно, создала иллюзию нижней части существа (описанной как плиссированная зелёная юбка). Исследователи также пришли к выводу, что отсутствие согласия у свидетелей по вопросу о том, было ли у существа оружие, в сочетании с рассказом Кэтлин Мэй о наличии у него «небольших, цепких рук», которые «были вытянуты перед ним», также соответствует описанию сипухи с когтями, сжимающими ветку дерева.
Альтернативные объяснения, выдвинутые местными СМИ, включают версию о том, что 12 сентября группа стала свидетелем падения метеорита, в результате чего возникло облако пара в форме человека, а также что они якобы видели какой-то секретный самолет правительства.

## Влияние на массовую культуру
Практически сразу же после появления первой информации о нём Флэтвудский монстр стал темой нескольких околонаучных публикаций. Тем не менее наибольшую популярность и известность он обрёл в Японии в 1970-е годы, в период так называемого «бума» НЛО, где его окрестили «трёхметровым пришельцем». В этой стране он стал героем детских книг, аниме и прототипом для игрушек.
Каждый год во Флэтвудсе в Западной Вирджинии проводится фестиваль в честь «Зелёного монстра», длящийся с пятницы до середины воскресенья, где играют живую музыку, открыт музей монстра и проводятся экскурсии на место его предполагаемого наблюдения.
В 2018 году существо было включено в игру Fallout 76.
Вышедший в 2019 году на History Channel сериал «Проект „Синяя книга“» (1 сезон, 2 серия).